# VIII Giochi asiatici invernali
Gli VIII Giochi asiatici invernali si sono svolti a Sapporo, in Giappone, dal 19 al 26 febbraio 2017.

## Nazioni partecipanti
Hanno partecipato ai Giochi invernali 32 delegazioni, di cui 30 appartenenti al Consiglio Olimpico d'Asia e due invitate appartenenti ai Comitati Olimpici Nazionali d'Oceania, provenienti da altrettante nazioni. Hanno fatto il loro debutto ai Giochi asiatici invernali le delegazioni di Indonesia, Sri Lanka, Timor Est, Turkmenistan e Vietnam.

### Delegazioni competitive
Tra parentesi è indicato il numero di atleti per ogni rappresentativa:

Asia
- Cina (156)
- Hong Kong (50)
- India (5)
- Indonesia (156)
- Iran (14)
- Giappone (112)
- Giordania (3)
- Kazakistan (104)
- Kirghizistan (5)
- Libano (3)
- Macao (26)
- Malaysia (21)
- Mongolia (23)
- Nepal (2)
- Corea del Nord (66)
- Pakistan (7)

- Filippine (5)
- Qatar (5)
- Singapore (5)
- Corea del Sud (118)
- Sri Lanka (5)
- Taipei cinese (5)
- Tagikistan (3)
- Timor Est (1)
- Turkmenistan (25)
- Thailandia (23)
- Emirati Arabi Uniti (19)
- Uzbekistan (11)
- Vietnam (5)
- Indipendenti (5)

Oceania
- Australia (30)
- Nuova Zelanda (3)

### Delegazioni non competitive
- Afghanistan
- Bahrein
- Bangladesh
- Bhutan
- Brunei
- Cambogia
- Iraq
- Laos

- Maldive
- Birmania
- Oman
- Palestina
- Arabia Saudita
- Siria
- Yemen

## Discipline
Vennero disputate in totale 64 diverse gare per 11 sport o discipline diversi:
- Sci alpino (4) (dettagli)
- Biathlon (7) (dettagli)
- Sci di fondo (10) (dettagli)
- Curling (2) (dettagli)
- Pattinaggio di figura (4) (dettagli)
- Freestyle (4) (dettagli)
- Hockey su ghiaccio (2) (dettagli)
- Short track (8) (dettagli)
- Pattinaggio di velocità (14) (dettagli)
- Salto con gli sci (3) (dettagli)
- Snowboard (6) (dettagli)

## Calendario
| CA | Cerimonia di apertura | ● | Gare | 1 | Finali | CC | Cerimonia di chiusura |

| febbraio                | febbraio                | 18 Sab | 19 Dom | 20 Lun | 21 Mar | 22 Mer | 23 Gio | 24 Ven | 25 Sab | 26 Dom | Eventi |
| ----------------------- | ----------------------- | ------ | ------ | ------ | ------ | ------ | ------ | ------ | ------ | ------ | ------ |
| Cerimonie               | Cerimonie               |        | OC     |        |        |        |        |        |        | CC     |        |
| Sci alpino              | Sci alpino              |        |        |        |        | 1      | 1      |        | 2      |        | 4      |
| Biathlon                | Biathlon                |        |        |        |        |        | 2      | 2      | 1      | 2      | 7      |
| Sci di fondo            | Sci di fondo            |        |        | 2      | 2      |        | 2      | 2      |        | 2      | 10     |
| Curling                 | Curling                 | ●      | ●      | ●      | ●      | ●      | ●      | 2      |        |        | 2      |
| Pattinaggio di figura   | Pattinaggio di figura   |        |        |        |        |        | ●      | 1      | 2      | 1      | 4      |
| Freestyle               | Freestyle               |        |        |        |        |        |        | 2      |        | 2      | 4      |
| Hockey su ghiaccio      | Hockey su ghiaccio      | ●      |        | ●      | ●      | ●      | ●      | ●      | 1      | 1      | 2      |
| Short track             | Short track             |        |        | 2      | 2      | 4      |        |        |        |        | 8      |
| Salto con gli sci       | Salto con gli sci       |        |        |        | 1      |        |        | 1      | 1      |        | 3      |
| Snowboard               | Snowboard               |        | 2      | 2      |        |        |        |        | 2      |        | 6      |
| Pattinaggio di velocità | Pattinaggio di velocità |        |        | 4      | 4      | 3      | 3      |        |        |        | 14     |
| Totale gare             | Totale gare             |        | 2      | 10     | 9      | 8      | 8      | 10     | 9      | 8      | 64     |
| Totale                  | Totale                  |        | 2      | 12     | 21     | 29     | 37     | 47     | 56     | 64     |        |
| febbraio                | febbraio                | 18 Sab | 19 Dom | 20 Lun | 21 Mar | 22 Mer | 23 Gio | 24 Ven | 25 Sab | 26 Dom | Eventi |

## Medagliere
Paese ospitante
| Posiz. | Nazione        | Oro | Argento | Bronzo | Totale |
| ------ | -------------- | --- | ------- | ------ | ------ |
| 1      | Giappone       | 27  | 21      | 26     | 74     |
| 2      | Corea del Sud  | 16  | 18      | 16     | 50     |
| 3      | Cina           | 12  | 14      | 9      | 35     |
| 4      | Kazakistan     | 9   | 11      | 12     | 32     |
| 5      | Corea del Nord | 0   | 0       | 1      | 1      |
| Totale | Totale         | 64  | 64      | 64     | 192    |